# مانويلا برافو
مانويلا برافو (بالبرتغالية: Manuela Bravo‏) هي مغنية برتغالية، ولدت في 7 ديسمبر 1957 في كويلوز في البرتغال.

## وصلات خارجية
- مانويلا برافو على موقع IMDb (الإنجليزية)
- مانويلا برافو على موقع ميوزك برينز (الإنجليزية)
- مانويلا برافو على موقع ديسكوغز (الإنجليزية)
- مانويلا برافو على موقع قاعدة بيانات الفيلم (الإنجليزية)